# Rodney Jones

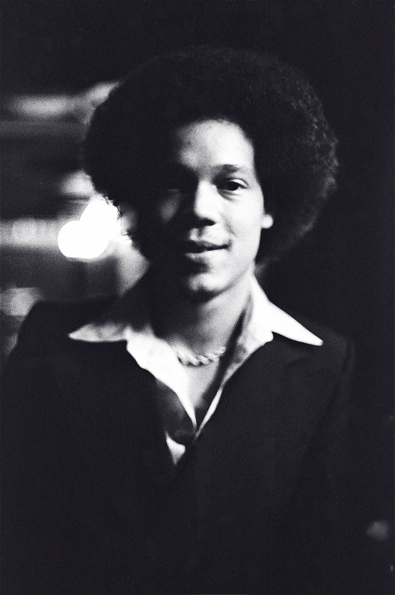
Rodney Jones

Rodney Bruce Jones (* 30. August 1956 in New Haven, Connecticut) ist ein amerikanischer Gitarrist (auch Bassist) des Modern Jazz.

## Leben und Wirken
Jones ist Sohn eines Pfarrers; sein Onkel Eugene Wayman Jones ist als Pianist und Chorleiter hervorgetreten. Jones, wuchs in Nashville und New York City auf und hatte als Kind Cello- und Klavierunterricht. Gitarre lernte er ab dem siebten Lebensjahr als Autodidakt und wirkte bereits mit dreizehn Jahren an Einspielungen von Folkmusik mit. Dann nahm er Privatunterricht bei Gitarristen wie Bruce Johnson und studierte am City College Improvisation bei John Lewis; auch spielte er in dessen Ensemble. 1974 trat er im Five Spots mit Jaki Byard auf, bevor er von 1975 bis 1979 Mitglied der Gruppen von Chico Hamilton und Dizzy Gillespie war; mit letzterem war er weltweit auf Tournee. Daneben spielte er eigene Alben ein, u. a. mit Benjamin Brown. Anfang der 1980er Jahre war er zunächst Studiomusiker, trat als musikalischer Leiter bei Ruth Brown hervor und spielte in der Fernseh-Show von Bill Cosby. Ab 1983 arbeitete er als Gitarrist und Arrangeur für Lena Horne. 
Weiterhin spielte er mit Kenny Kirkland, Ronnie Burrage, Tommy Flanagan, Hank Jones, Hilton Ruiz, Maceo Parker, Kenny Burrell, Stan Getz und Jimmy Smith. Mit Jimmy McGriff trat er 1993 auf dem JazzFest Berlin auf. Gegenwärtig (2019) leitet er ein Quartett, dem Dabin Ryu (Piano), Kenny Davis (Bass) und Conner Parks (Schlagzeug) angehören.
Seit 1988 ist Jones als Dozent an der Manhattan School of Music tätig und war auch an Filmmusik-Produktionen beteiligt.

## Diskographische Hinweise
- My Funny Valentine (1981)
- The X-Field (1996)
- The Undiscovered Few (1999)
- Soul Manifesto (2001)
- Sound Explorations (2020)

## Lexigraphische Einträge
- Leonard Feather, Ira Gitler: The Biographical Encyclopedia of Jazz. Oxford University Press, New York 1999, ISBN 0-19-532000-X.
- Martin Kunzler: Jazz-Lexikon. Band 1: A–L (= rororo-Sachbuch. Bd. 16512). 2. Auflage. Rowohlt, Reinbek bei Hamburg 2004, ISBN 3-499-16512-0.